# Bodianus speciosus
Bodianus speciosus is een straalvinnige vissensoort uit de familie van lipvissen (Labridae). De wetenschappelijke naam van de soort is voor het eerst geldig gepubliceerd in 1825 door Bowdich.
De soort staat op de Rode Lijst van de IUCN als Onzeker, beoordelingsjaar 2008. De omvang van de populatie is volgens de IUCN dalend.